# Сутак
«Сутак» (кирг. Сутак) — киргизький драматичний фільм, знятий Мірланом Абдикаликовим. Світова прем'єра стрічки відбулась 4 липня 2015 року на міжнародному кінофестивалі в Карлових Варах, де отримала Приз критиків FEDEORA. Фільм був висунутий Киргизстаном на премію «Оскар-2016» у номінації «найкращий фільм іноземною мовою».

## Сюжет
Фільм розповідає про сім'ю старого табунника Табилди. Його син загинув багато років тому — його віднесло течією річки — але, незважаючи на це, невістка Шаїр з дочкою вирішила залишитися в сім'ї чоловіка. Її син Улан вчиться в місті і відвідує мати влітку під час канікул. Але невдовзі в житті Шаїр з'являється ще один чоловік — метеоролог Ермек, чия станція знаходиться не так далеко від дому Табилди.

## У ролях
- Таалайкан Абазова — Шаїр
- Табалди Актанов — Табилди
- Жибек Бактубекова — Умсунай
- Женіш Кангелдіев — Ермек
- Анар Назаркулова — Карачач
- Мирза Субанбеков — Улан

## Визнання
| Нагороди та номінації фільму «Сутак» | Нагороди та номінації фільму «Сутак»        | Нагороди та номінації фільму «Сутак» | Нагороди та номінації фільму «Сутак» | Нагороди та номінації фільму «Сутак» | Нагороди та номінації фільму «Сутак» |
| Рік                                  | Нагорода                                    | Категорія                            | Номінант                             | Результат                            |                                      |
| ------------------------------------ | ------------------------------------------- | ------------------------------------ | ------------------------------------ | ------------------------------------ | ------------------------------------ |
| 2015                                 | Міжнародний кінофестиваль в Карлових Варах  | Приз критиків FEDEORA                | «Сутак»                              | Перемога                             |                                      |
| 2015                                 | Міжнародний кінофестиваль в Карлових Варах  | Нагорода East of West                | «Сутак»                              | Номінація                            |                                      |
| 2015                                 | Міжнародний кінофестиваль «Кіношок» в Анапі | «Золото лоза» за найкращий фільм     | «Сутак»                              | Перемога                             |                                      |
| 2015                                 | Мумбайський кінофестиваль                   | «Срібна брама»                       | «Сутак»                              | Перемога                             |                                      |